# Бориспільська (станція метро)
50°24′12″ пн. ш. 30°40′58″ сх. д. / 50.40333° пн. ш. 30.68278° сх. д.
«Бори́спільська» — 44-та станція Київського метрополітену. Розташована на Сирецько-Печерській лінії між станціями «Вирлиця» і «Червоний Хутір». Відкрита 23 серпня 2005 року. На станції встановлено тактильне покриття.

## Конструкція
Конструкція станції — односклепінна, мілкого закладення, з однією прямою острівною платформою.
Колійний розвиток:
- 6-стрілочні оборотні тупики з боку станції «Червоний Хутір»;
- 3-тя та 4-та станційні колії переходять у двоколійну ССГ з електродепо ТЧ-3 «Харківське».

Станція має підземний зал, який з'єднаний сходами з підземними вестибюлями, сполученими з підземними переходами (один — у місці перетину Харківського шосе і Харківської площі, другий — в районі кінцевої зупинки трамвая № 29 на Ташкентській вулиці). Станція обладнана двома ліфтами для людей з особливими потребами.

## Опис
Архітектурний образ станції виконано в сучасному стилі з акцентом на грі світла. Центральна вісь станції сформована двома світловими смугами, що починаються у вестибюлях та проходять через увесь зал, поєднуючись з розсіяним білим люмінесцентним освітленням, схованим за колійними стінами.
Колійні стіни опоряджені бежевим мармуром та синьою смальтою, нанесеною на східчасті рельєфи. Підлога складена з червоних та світло-сірих плит граніту Капустянського та Покостівського кар'єрів, які утворюють складний повздовжний орнамент. має вагомий вплив на загальне сприйняття простору.
В торцях платформи розміщені відкриті сходи, між якими знаходяться ліфти зі скляними кабінами для людей з обмеженими можливостями. Портали сходів та тунелів оздоблені синьою смальтою з огорожами з іржостійкої сталі.

## Пасажиропотік
| Рік                           | 2009 | 2011 | 2012 | 2013 | 2014 | 2015 | 2016 | 2017 | 2018 |
| ----------------------------- | ---- | ---- | ---- | ---- | ---- | ---- | ---- | ---- | ---- |
| Пасажиропотік, тис. осіб/добу | 16,2 | 17,0 | 17,5 | 17,2 | 16,2 | 15,5 | 15,9 | 16,6 | 16,7 |

## Зображення

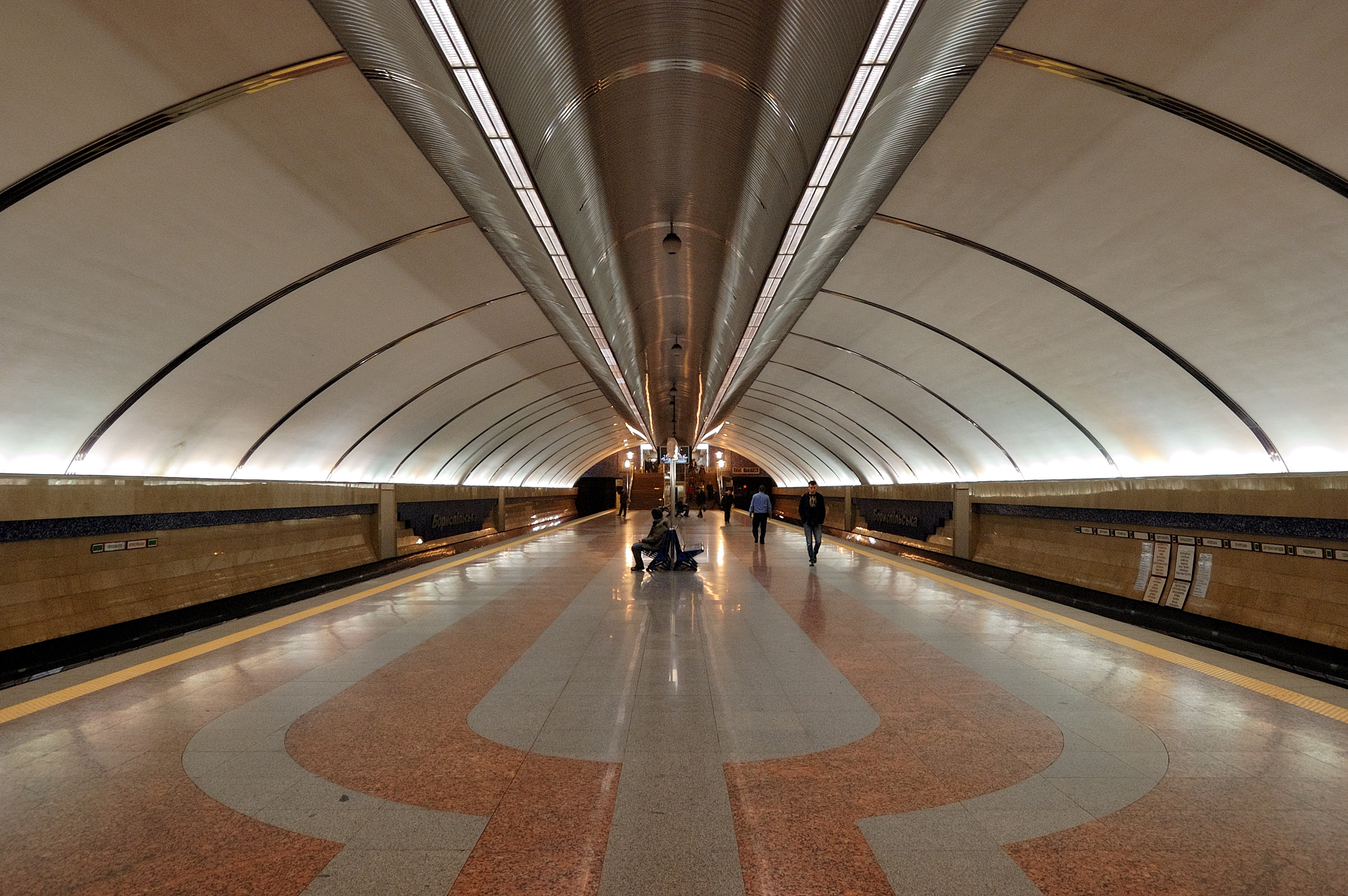
Платформа станції
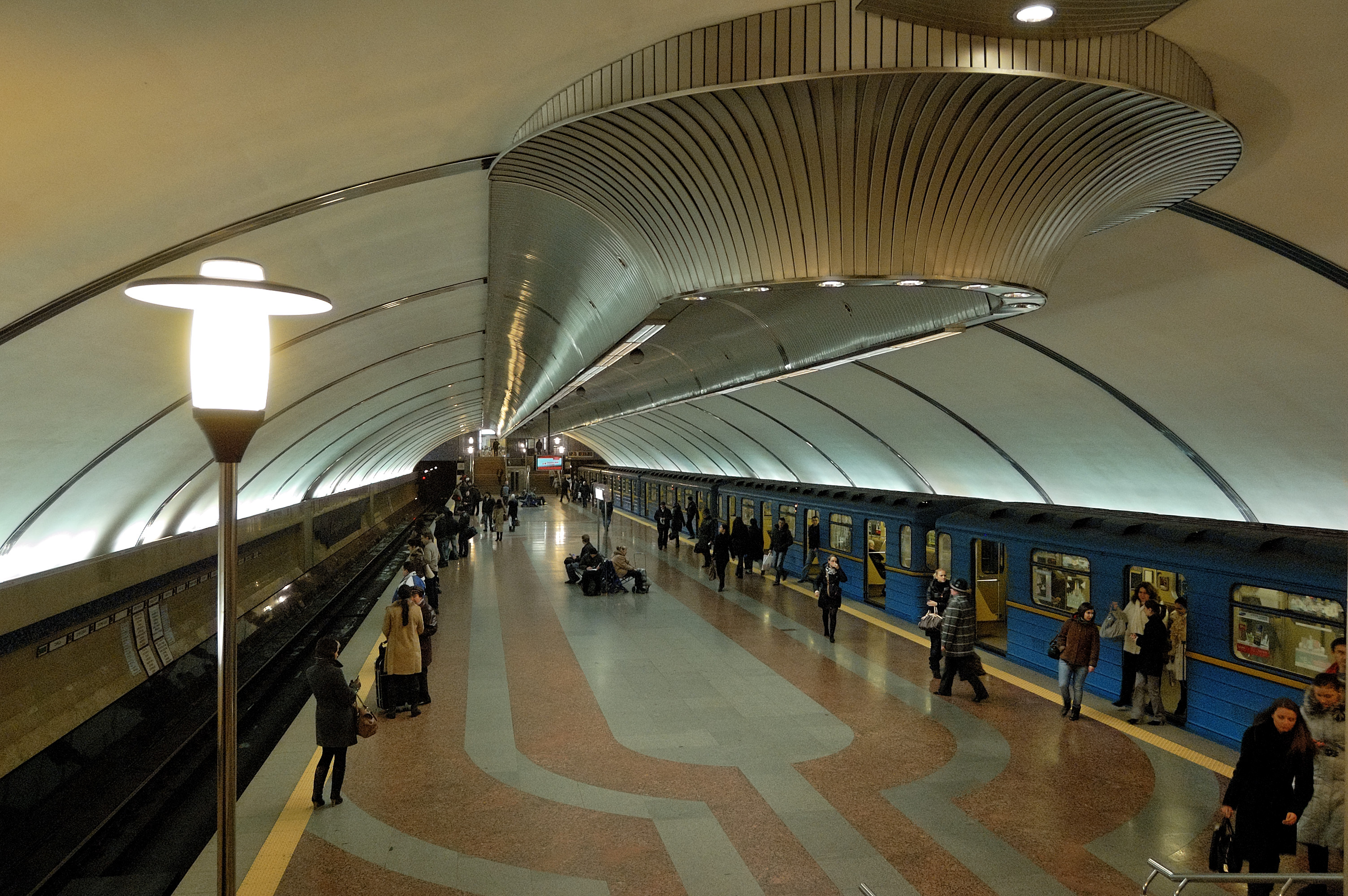
Платформа станції
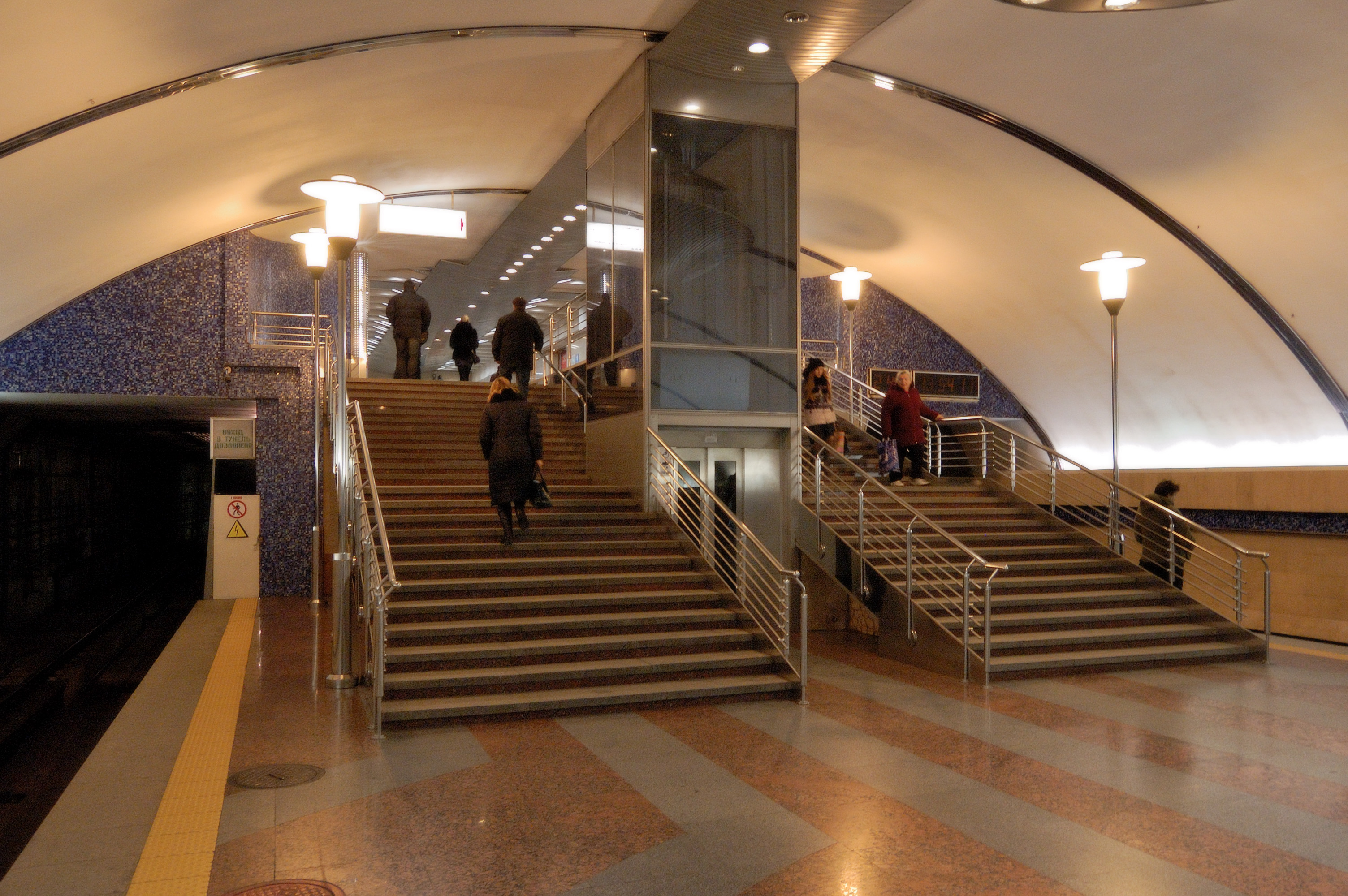
Сходи та ліфт на платформи
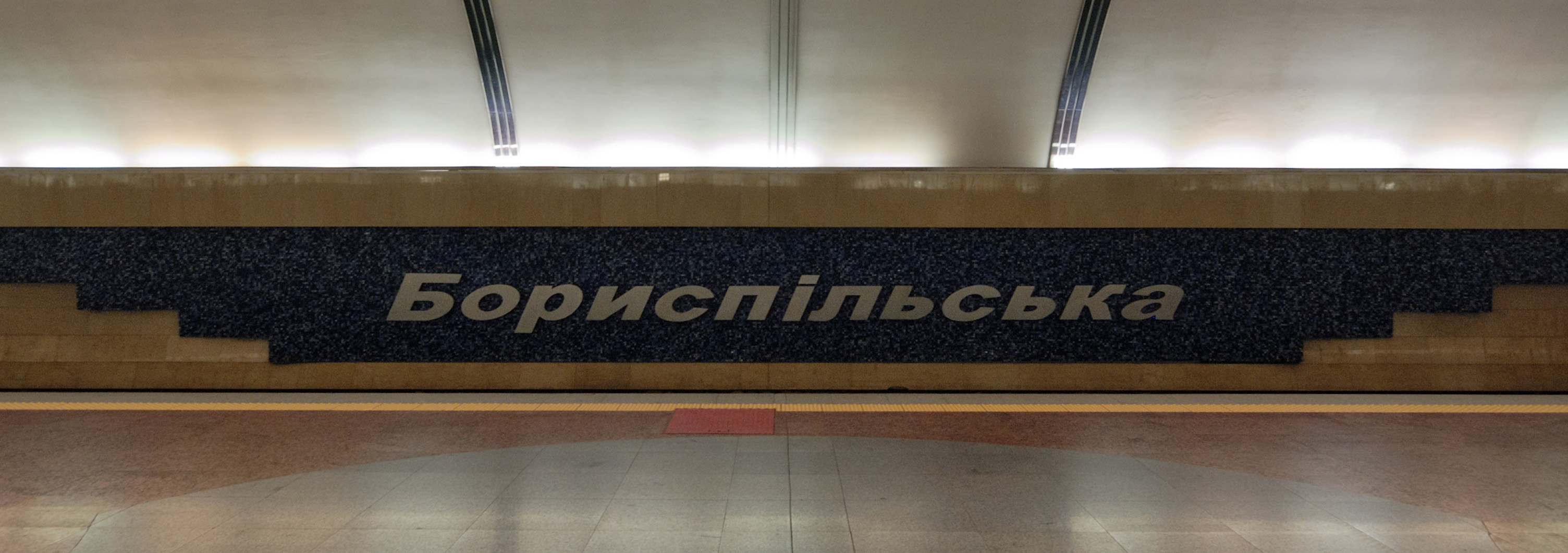
Назва станції на колійній стіні
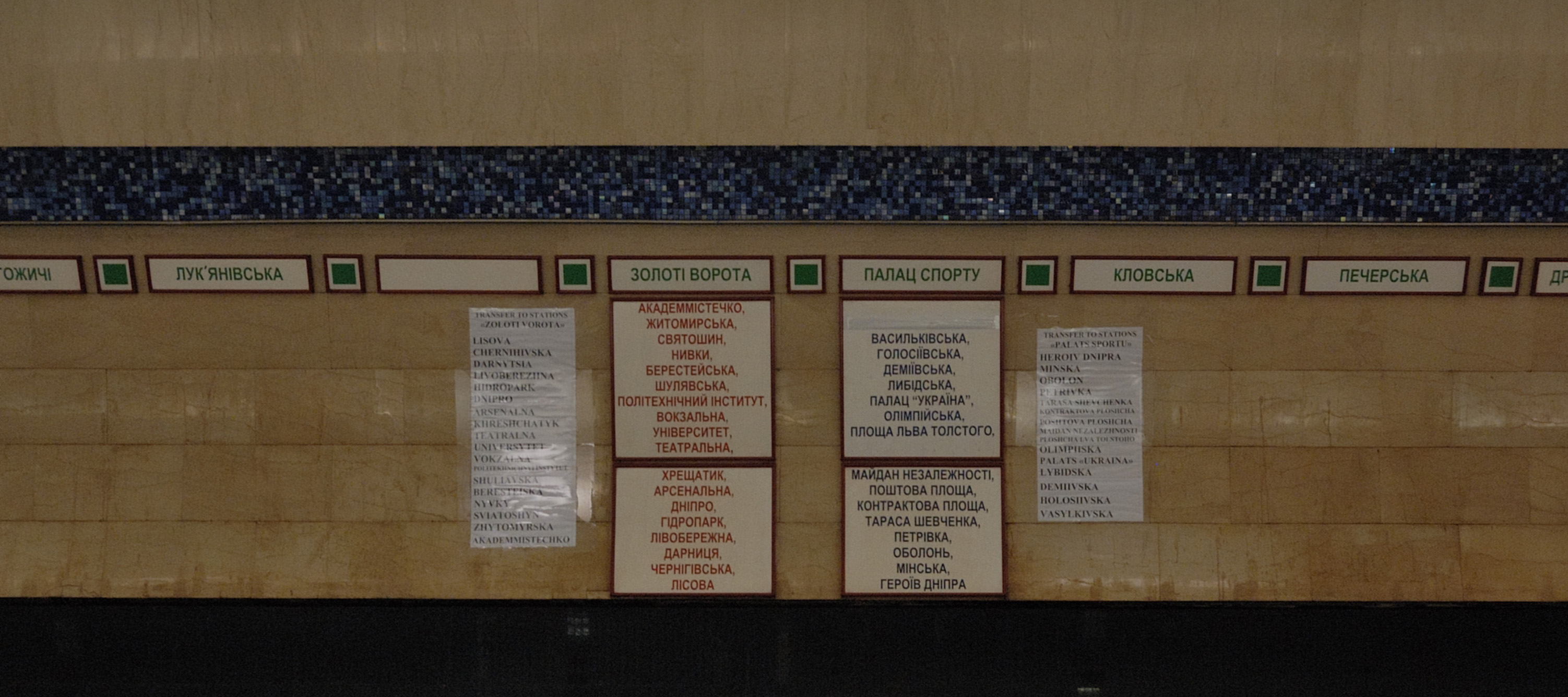
Схема линії на колійній стіні
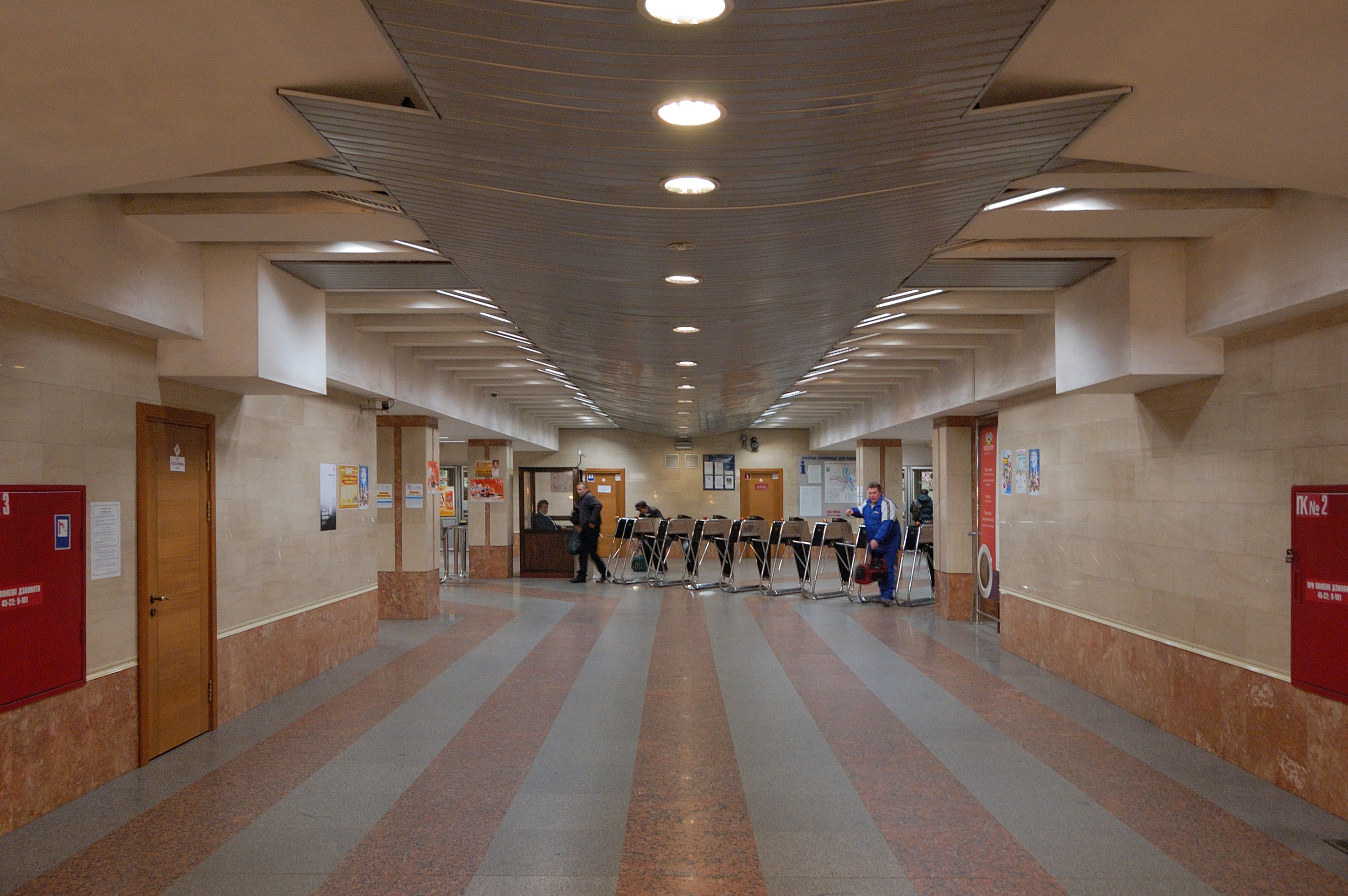
Підземний вестибюль станції, вигляд від платформи
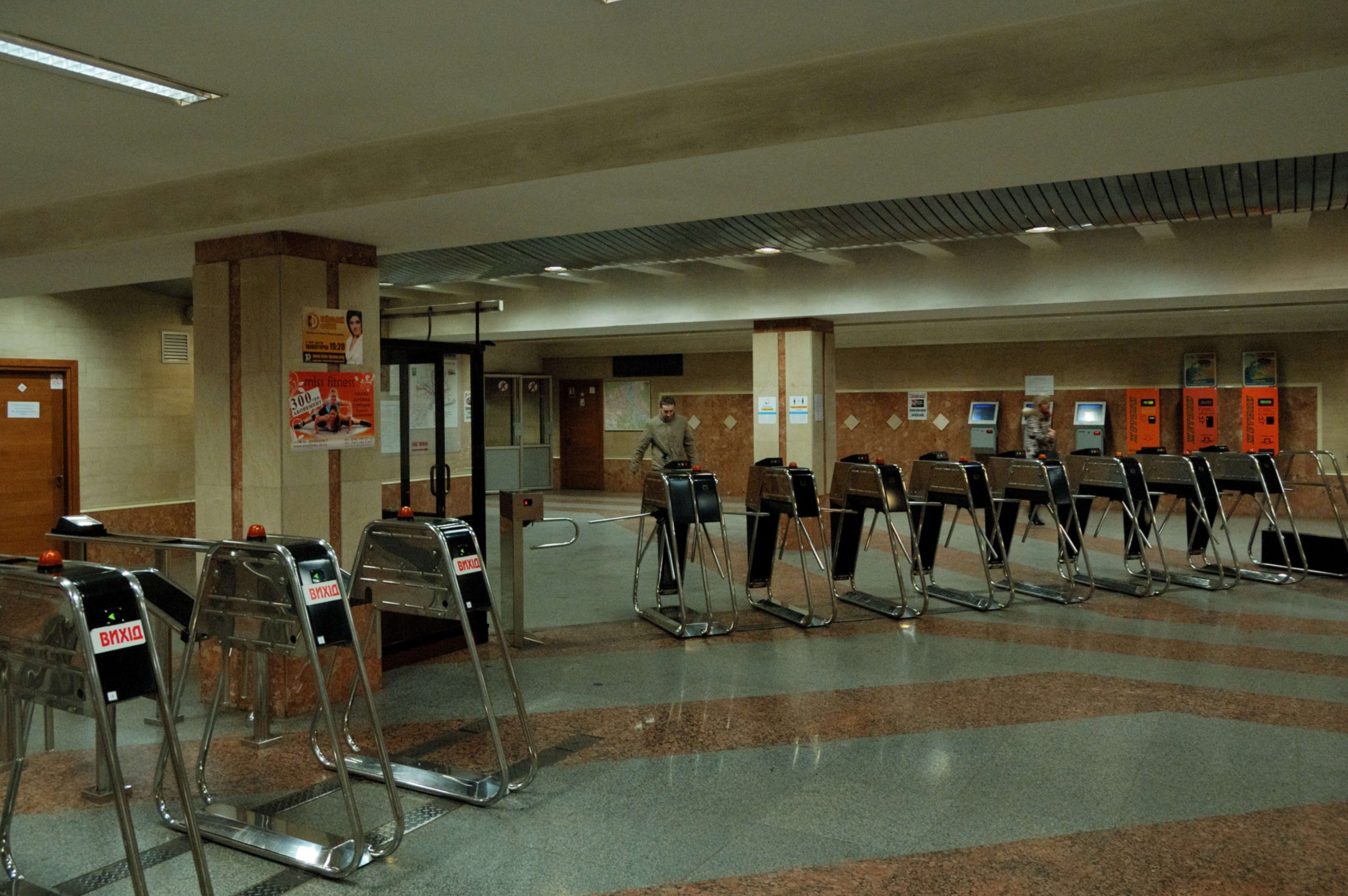
Підземний вестибюль станції
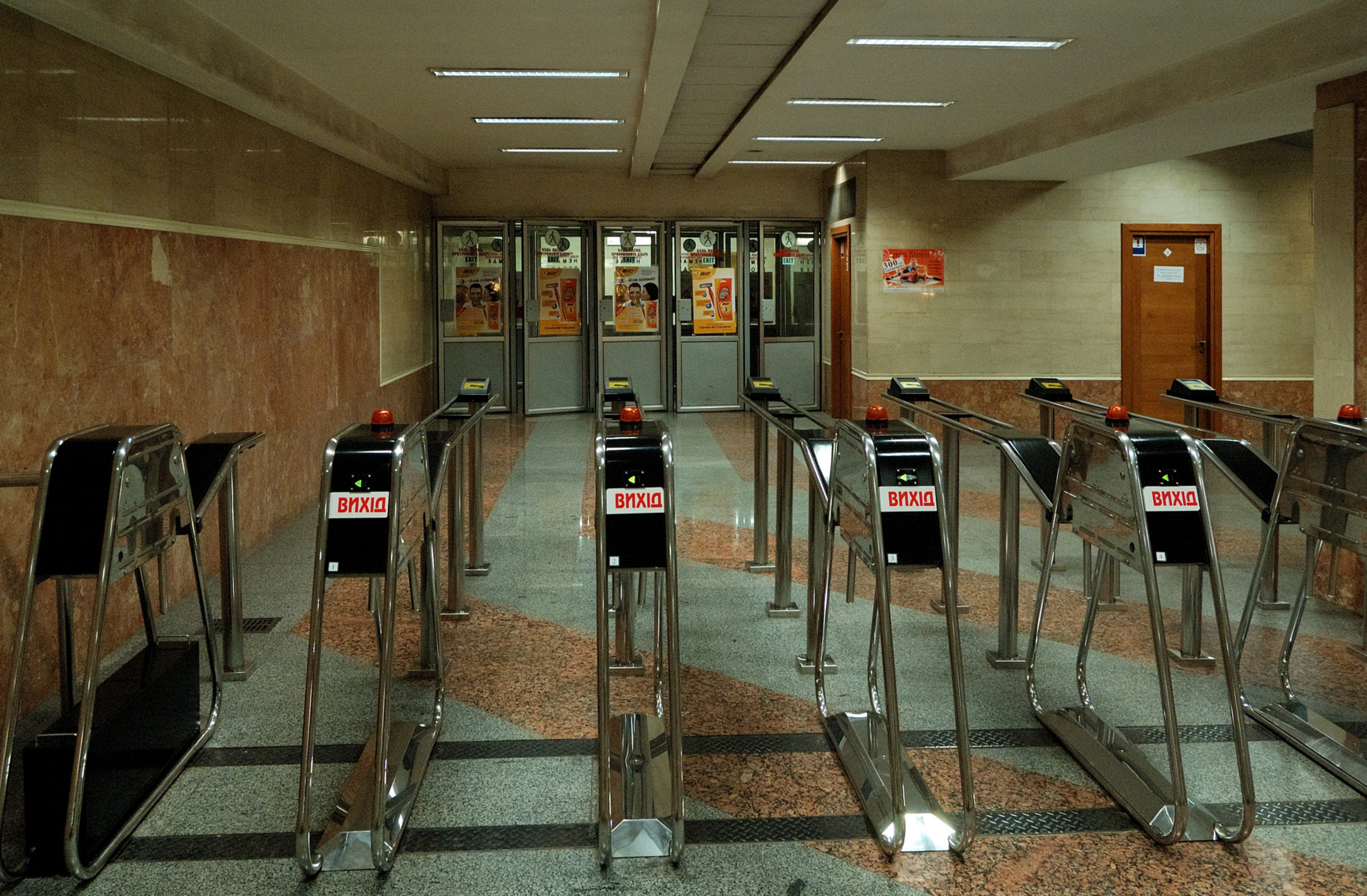
Вихідні турнікети
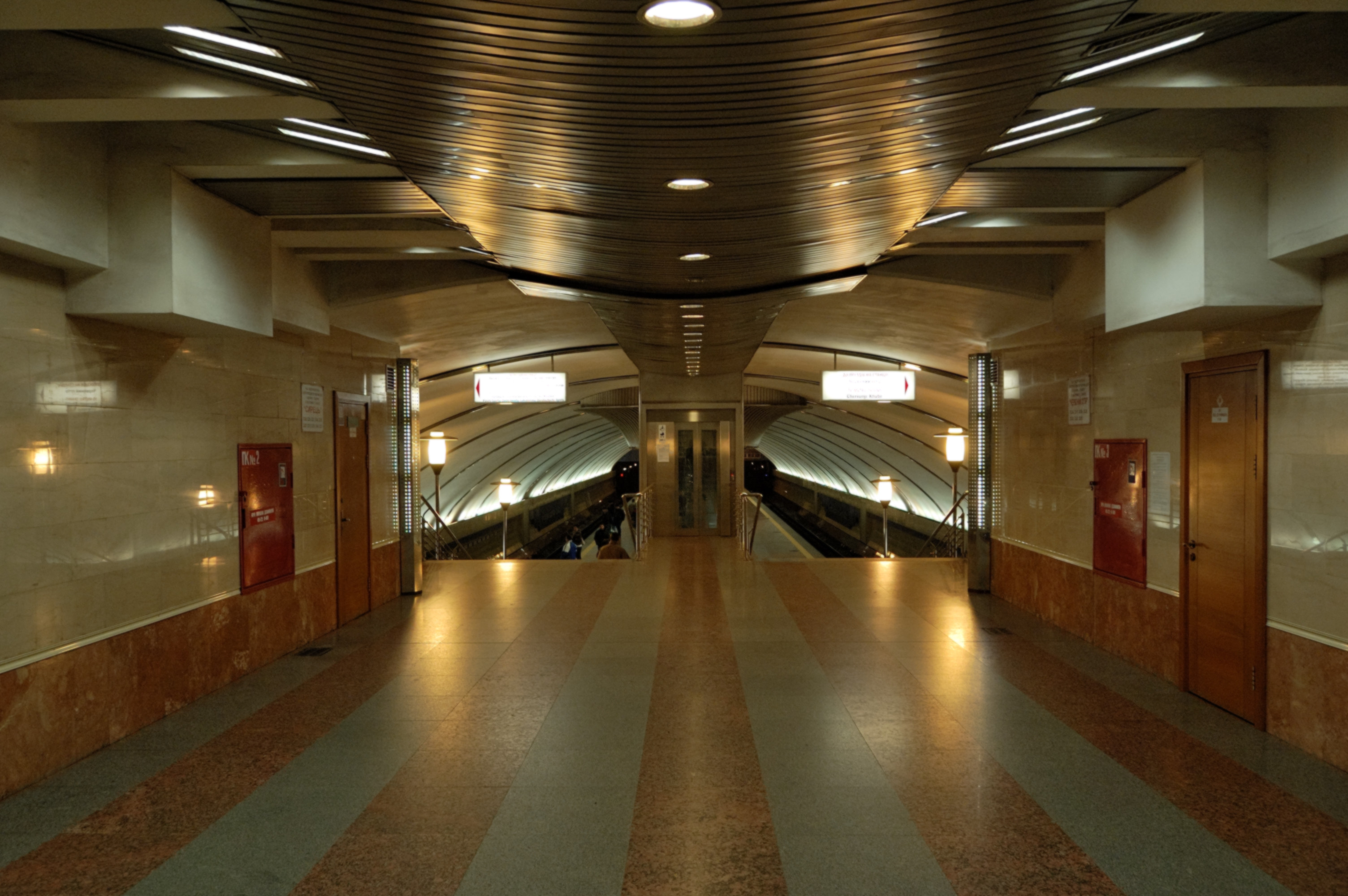
Підземний вестибюль станції, вигляд у бік платформи